# MVP mistrzostw świata w koszykówce kobiet
MVP mistrzostw świata w koszykówce kobiet – nagroda przyznawana najbardziej wartościowej zawodniczce mistrzostw świata w koszykówce kobiet.

## Laureatki
|                 | oznacza zawodniczkę, która zdobyła tytuł w tym samym roku                     |
| *               | oznacza członkinię Koszykarskiej Galerii Sław im. Naismitha                   |
| **              | oznacza członkinię Galerii Sław FIBA                                          |
| ***             | oznacza członkinię zarówno Galerii Sław Naismitha, jak i FIBA                 |
|                 | oznacza nadal aktywną zawodniczkę                                             |
| Zawodniczka (X) | oznacza kolejną nagrodę, uzyskaną przez tę samą zawodniczkę                   |
| Zespół (X)      | oznacza kolejną nagrodę, uzyskaną przez zawodniczkę tej samej kadry narodowej |

| Rok  | Zawodniczka     | Pozycja    | Zespół                | Przyp. |
| ---- | --------------- | ---------- | --------------------- | ------ |
| 1994 | Zheng Haixia    | Środkowa   | Chiny                 | [ 1 ]  |
| 1998 | Jelena Baranowa | Skrzydłowa | Rosja                 | [ 2 ]  |
| 2002 | Lisa Leslie*    | Środkowa   | Stany Zjednoczone     | [ 3 ]  |
| 2006 | Penny Taylor    | Skrzydłowa | Australia             | [ 4 ]  |
| 2010 | Hana Horáková   | Obrońca    | Czechy                | [ 5 ]  |
| 2014 | Maya Moore      | Skrzydłowa | Stany Zjednoczone (2) | [ 6 ]  |
| 2018 | Breanna Stewart | Skrzydłowa | Stany Zjednoczone (3) | [ 7 ]  |
| 2022 | A’ja Wilson     | Skrzydłowa | Stany Zjednoczone (4) | [ 8 ]  |